# Pattinaggio di velocità ai III Giochi olimpici invernali - 500 m maschile
La competizione dei 500 metri di pattinaggio di velocità dei III Giochi olimpici invernali si è svolta il giorno  4 febbraio 1932 allo James C. Sheffield Speed Skating Oval, Lake Placid.

## Risultati

### Batterie
I primi due classificati alla finale.
| Pos. | Atleta         | Nazione     | Tempo |
| ---- | -------------- | ----------- | ----- |
| 1    | Frank Stack    | Canada      | 44"3  |
| 2    | Jack Shea      | Stati Uniti |       |
| 3    | Shozo Ishihara | Giappone    |       |
| 4    | Erling Lindboe | Norvegia    |       |
| 5    | Yasuo Kawamura | Giappone    |       |

| Pos. | Atleta            | Nazione     | Tempo |
| ---- | ----------------- | ----------- | ----- |
| 1    | Bernt Evensen     | Norvegia    | 45"3  |
| 2    | Willy Logan       | Canada      |       |
| 3    | Raymond Murray    | Stati Uniti |       |
| 4    | Tokuo Kitani      | Giappone    |       |
| 5    | Leopold Sylvestre | Canada      |       |

| Pos. | Atleta              | Nazione     | Tempo |
| ---- | ------------------- | ----------- | ----- |
| 1    | Alexander Hurd      | Canada      | 44"9  |
| 2    | John O'Neil Farrell | Stati Uniti |       |
| 3    | Allan Potts         | Stati Uniti |       |
| 4    | Haakon Pedersen     | Norvegia    |       |
| 5    | Hans Engnestangen   | Norvegia    |       |
| 6    | Tomeju Uruma        | Giappone    |       |

### Finale
| Pos.    | Atleta              | Nazione     | Tempo  |
| ------- | ------------------- | ----------- | ------ |
| Oro     | Jack Shea           | Stati Uniti | 43"4 = |
| Argento | Bernt Evensen       | Norvegia    |        |
| Bronzo  | Alexander Hurd      | Canada      |        |
| 4       | Frank Stack         | Canada      |        |
| 5       | Willy Logan         | Canada      |        |
| 6       | John O'Neil Farrell | Stati Uniti |        |